# ولیکا دوبراوا
ولیکا دوبراوا (اسلوونیایی: Velika Dobrava) یک زیستگاه انسانی در اسلوونی است که در Ivančna Gorica Municipality واقع شده‌است.

## خصوصیات
ولیکا دوبراوا ۱٫۳۹ کیلومترمربع مساحت و ۱۰۳ نفر جمعیت دارد و ۴۶۸٫۸ متر بالاتر از سطح دریا واقع شده‌است.